# Prometopa tuberculata
Prometopa tuberculata är en kräftdjursart som beskrevs av Schellenberg. Prometopa tuberculata ingår i släktet Prometopa och familjen Stenothoidae. Inga underarter finns listade i Catalogue of Life.